# Kejambon (Tegal Timur)
Kejambon is een bestuurslaag in het regentschap Tegal van de provincie Midden-Java, Indonesië. Kejambon telt 11.687 inwoners (volkstelling 2010).